# Zeinab Jalalian
Zeinab Jalalian (persan : زينب جلاليان, Zeynep Celaliyan ; née en 1982 à Makou en Iran) est une militante Iranienne en faveur des droits des femmes kurdes.
Elle a été inculpée de moharebeh (inimitié à l’égard de Dieu, une charge passible de la peine de mort) et condamnée à mort par le Tribunal Révolutionnaire Islamique (en) de Kermanshah pour, selon l’accusation, participation à l’organisation politique kurde Parti pour une vie libre au Kurdistan (PJAK), ce qu’elle nie. En 2011, cette peine sera commuée en une peine de prison à vie.
Plusieurs organisations des droits humains ont dénoncé cette condamnation, ainsi que des actes de torture, les conditions d’incarcération et le refus de soins médicaux endurés par Zeinab Jalalian.

## Arrestation
Zeinab Jalalian est arrêtée en juillet 2007 à Kermanshah et incarcérée dans un centre de détention du Ministère des Renseignements et de la Sécurité nationale.
Elle comparaît devant un Tribunal de première instance en décembre 2008 ; après un procès expéditif, elle est déclarée coupable d’appartenance à un groupe kurde interdit, le Parti pour une vie libre au Kurdistan (PJAK) : sur la base de cette prétendue appartenance, elle est convaincue de moharebeh (inimitié vis-à-vis de Dieu)  et condamnée à mort,,.
(Le Tribunal révolutionnaire de Kermanshah a procédé à une comparution qui n’a duré que quelques minutes, sans enquête préalable en bonne et due forme, et sans que l’accusée ne soit assistée d’un avocat. Lors de son procès, Z. Jalalian était souffrante en raison de ses conditions de détention et de tortures. Le Tribunal lui a dit : " Tu es une ennemie de Dieu ; il faut que tu sois pendue très prochainement ".)
Z. Jalalian a toujours nié la charge retenue à son encontre. Sa condamnation à mort a été confirmée par la Cour suprême d’Iran en novembre 2009.
En juin 2010, Zeinab Jalalian a fait savoir par téléphone à sa famille qu’elle était incarcérée à la prison d’Evin ; ni sa famille ni son avocat n’ont pu obtenir d’autres informations, les autorités répondant que son dossier avait été égaré.
Dans une interview du 1er juillet 2010 pour Center for Human Rights in Iran, l’avocat iranien Khalil Bahramian indique qu’il lui a été interdit de rendre visite à Z. Jalalian dans sa prison.
In 2010, après avoir passé cinq mois dans la section 209 de la prison d’Evin, et après une entrevue avec le Procureur général de Téhéran, elle est transférée à la prison de Kermanshah.
La Cour suprême d’Iran commue la peine de mort de Z. Jalalian en une peine de réclusion à perpétuité, ce qu’elle apprend verbalement de l’administration de la prison de Kermanshah et dont elle informe son avocat en décembre 2011,,. Le ‘Committee of Human Rights Reporters’ rapporte alors les propos de son avocat, Mohamad Sharif : “ Après un long temps où nous avons sollicité les autorités judiciaires sans obtenir de réponse, la Cour suprême annule la peine de mort, qu’elle a commué en une peine de prison à vie ".

## Détention contestée
En 2016, le Groupe de travail des Nations unies sur la détention arbitraire a demandé officiellement à la République islamique d’Iran de libérer Zeynab Jalalian, estimant que sa privation de liberté était arbitraire et contraire à la Déclaration universelle des droits de l’homme et au Pacte international relatif aux droits civils et politiques.
Début juin 2020, Ali Jalalian, le père de Zeynab Jalalian, informe le ‘Kurdistan Human Rights Network’ de ce que depuis fin avril sa fille a été mise en quarantaine à la prison pour femmes de  Ghartchak à Varamin ; elle souffre de la covid-19. La prison de Gharchak -ou Qarchak-  est connue pour la mauvaise qualité des soins médicaux et de la nourriture.
Courant juin 2020, alors qu’elle a entamé une grève de la faim pour obtenir d’être transférée dans une prison proche de sa famille, Zeinab Jalalian est extraite de Qarchak, sans que soit connu son nouveau lieu de détention. Fin juillet, Human Rights in Iran annonce que Z. Jalalian est détenue dans la prison de Kerman. Sa santé est mauvaise.